# Bombina
Bombina este un gen de broaște din familia bombinatoride, cunoscute în popor sub numele de buhai de baltă sau izvoraș, bombine. Sunt răspândite în cea mai mare parte a Europei, nord-vestul Turciei, la est ajung până la Urali, se întâlnesc și în Orientul Îndepărtat a Rusiei, China, Coreea și în nordul Vietnamului. Genul cuprinde 8 specii, dintre care în România și Republica Moldova trăiesc două specii: buhaiul de baltă cu burta roșie (Bombina bombina) și buhaiul de baltă cu burtă galbenă (Bombina variegata).

## Descrierea
Bombinele sunt broaște mici, cu o lungime obișnuită a corpului ce nu depășește 70–80 mm. Spatele este foarte verucos, acoperit cu numeroși negi. Coloritul spatelui este în general cenușiu, iar al abdomenului - galben, galben-portocaliu, roșu, cu pete întunecate. Pupila ochiului rotundă, triunghiulară sau cordiformă.  Au dinți numai pe maxilarul superior. Dinții vomerieni sunt dispuși în două grupe transversale, posterioare coanelor. Limba este circulară (rotundă), întreagă, necrestată; aderentă. Timpanul lipsește. Degetele membrelor anterioare sunt libere, iar cele posterioare palmate, cu membrane interdigitale înotătoare, palmura ajungând până la oasele metatarsiene externe. Apofizele transverse ale vertebrei sacrale sunt foarte dilatate. Coccisul articulat cu un singur condil. Ouăle sunt depuse izolat sau în grămezi mici pe fundul apei sau lipite de plante acvatice sau de ramuri submerse. Larvă cu spiraculul median (pe linia mediană a abdomenului).

## Sistematica
Genul cuprinde 8 specii:
- Bombina bombina (Linnaeus, 1761)
- Bombina lichuanensis Ye and Fei, 1993
- Bombina fortinuptialis Tian & Wu, 1978, considerat de unii autori sinonim cu Bombina lichuanensis
- Bombina microdeladigitora Liu, Hu & Yang, 1960, considerat de unii autori sinonim cu Bombina maxima
- Bombina maxima (Boulenger, 1905)
- Bombina orientalis (Boulenger, 1890)
- Bombina pachypus (Bonaparte, 1838)
- Bombina variegata (Linnaeus, 1758)